# Список германских кавалеров Большого креста ордена Почётного легиона
В данном списке представлены монархи и подданные германских государств, объединённых в 1871 году в Германскую империю, а также граждане Федеративной Республики Германии, удостоенные Большого креста ордена Почётного легиона со времени его учреждения в 1802 году по настоящее время.
Орден Почётного легиона был учреждён 19 мая 1802 года Первым консулом Наполеоном Бонапартом. 29 января 1805 года императорским декретом была учреждена высшая степень ордена — Большое отличие (фр. Grande Décoration), наименованное Большим орлом (фр. Grand Aigle). Королевским указом от 16 июля 1814 года высшая степень была названа Большим крестом (фр. Grand’Croix), однако уже в указе от 19 июля того же года была названа Большой лентой (фр. Grand Cordon). Указом от 26 марта 1816 года название Большой крест было установлено окончательно.
Первым из иностранцев, кого Наполеон I пожаловал новоучреждённым отличием — Большим орлом, стал прусский король Фридрих Вильгельм III. Произошло это на встрече 23 марта 1805 года, где Наполеон стремился обеспечить нейтралитет Пруссии в надвигающейся войне против третьей коалиции. В тот же день высшим отличием были отмечены верный союзник Франции баварский курфюрст Максимилиан Иосиф IV (будущий король Баварии Максимилиан I), прусский фельдмаршал герцог Фердинанд Брауншвейгский, а также несколько других прусских и баварских генералов и министров.
В дальнейшем до падения Германской империи многие германские монархи, принцы и высшие сановники были отмечены высшей степенью отличия Франции. Награждения на полвека прекратились перед Первой мировой войной, а новые пожалования произошли только в 1958 году, уже после образования Федеративной Республики Германии. Среди граждан ФРГ, удостоенных Большого креста ордена Почётного легиона, в основном федеральные президенты и канцлеры, а также некоторые министры и дипломаты.

## Германские государства XIX века

### Бавария
Существовавшее к началу XIX века в составе Священной Римской Империи курфюршество Бавария в 1806 году было преобразовано в королевство. Правитель его Максимилиан был верным союзником Наполеона I до самого падения последнего, после чего перешёл на сторону Австрии, что позволило ему сохранить свой престол и даже увеличить баварскую территорию. В 1805 году Максимилиан стал одним из первых иностранцев, кому Наполеон вручил Большого орла ордена Почётного легиона. В 1871 году Бавария вошла в состав Германской империи на правах автономии. После революции 1918 года баварская монархия была упразднена, её земли вошли в состав Веймарской республики, а в 1949 году — в состав Федеративной Республики Германии на правах федеральной земли.
| №  | Портрет | Имя / годы жизни                                                                       | Титул / звание / должность на момент пожалования ордена                    | Дата пожалования   | Прим.       |
| -- | ------- | -------------------------------------------------------------------------------------- | -------------------------------------------------------------------------- | ------------------ | ----------- |
|    |         |                                                                                        |                                                                            |                    |             |
| 1  |         | Максимилиан IV нем. Maximilian IV. Joseph von Bayern 1756—1825                         | курфюрст Баварский (с 1806 года — король Баварии)                          | 23 марта 1805 г.   | [ 3 ] [ 4 ] |
| 2  |         | Максимилиан фон Монтгелас нем. Maximilian von Montgelas 1759—1838                      | барон, статс-секретарь по иностранным делам                                | 23 марта 1805 г.   | [ 3 ] [ 4 ] |
| 3  |         | Теодор фон Моравицкий нем. Heinrich Theodor Johann von Morawitzky 1735—1810            | граф, статс-министр                                                        | 23 марта 1805 г.   | [ 3 ] [ 4 ] |
| 4  |         | Бернгард Эразм фон Деруа нем. Bernhard Erasmus von Deroy 1743—1812                     | генерал-лейтенант                                                          | 23 марта 1805 г.   | [ 3 ] [ 4 ] |
| 5  |         | Иоганн Максимилиан фон Прейзинг нем. Johann Maximilian von Preysing 1736—1827          | граф, камергер, личный советник короля                                     | 23 марта 1805 г.   | [ 3 ] [ 4 ] |
| 6  |         | Иосиф Август фон Тёрринг-Гутенцель нем. Joseph August von Toerring-Gutenzell 1753—1826 | граф, камергер, личный советник короля                                     | 23 марта 1805 г.   | [ 3 ] [ 4 ] |
| 7  |         | Петер фон Салаберт нем. Peter von Salabert ок. 1735 — 1807                             | граф, статс-министр                                                        | 23 марта 1805 г.   | [ 3 ] [ 5 ] |
| 8  |         | Людвиг Карл Август нем. Ludwig Karl August von Bayern 1786—1868                        | наследный принц Баварский (с 1825 года — король Баварии)                   | 1806/1807 г.       | [ 3 ] [ 4 ] |
| 9  |         | Франц Габриель фон Брэ нем. Franz Gabriel von Bray 1765—1832                           | граф, чрезвычайный посланник и полномочный министр Баварии во Франции      | 28 апреля 1827 г.  | [ 3 ]       |
| 10 |         | Оттон I нем. Otto Friedrich Ludwig von Bayern 1815—1867                                | принц Баварский, король Греции (1832—1862)                                 | 1 июля 1834 г.     | [ 3 ]       |
| 11 |         | Людвиг фон дер Пфордтен нем. Ludwig von der Pfordten 1811—1880                         | барон, председатель Совета министров, статс-секретарь по иностранным делам | 10 июня 1857 г.    | [ 6 ]       |
| 12 |         | Луитпольд Карл Иосиф Вильгельм нем. Luitpold Karl Joseph Wilhelm von Bayern 1821—1912  | принц Баварский                                                            | 5 сентября 1857 г. | [ 6 ]       |
| 13 |         | Людвиг II нем. Ludwig II. von Bayern 1845—1886                                         | король Баварии                                                             | 3 августа 1867 г.  | [ 6 ]       |

### Баден
В процессе германской медиатизации 1803 года маркграфство Баден при поддержке Наполеона I было укрупнено и «повышено» до курфюршества. После упразднения в 1806 году Священной Римской Империи курфюршество Баден было преобразовано в великое герцогство. В дальнейшем Баден входил в состав Рейнского и Германского союзов, а в 1871 году был включён в состав Германской империи. После падения монархии в 1918 году входил в состав Веймарской республики, а с 1952 года является частью федеральной земли Баден-Вюртемберг в составе ФРГ.
| № | Портрет | Имя / годы жизни                                                           | Титул / звание / должность на момент пожалования ордена         | Дата пожалования   | Прим.             |
| - | ------- | -------------------------------------------------------------------------- | --------------------------------------------------------------- | ------------------ | ----------------- |
|   |         |                                                                            |                                                                 |                    |                   |
| 1 |         | Карл Людвиг Фридрих нем. Karl Ludwig Friedrich von Baden 1786—1818         | наследный принц Баденский (с 1811 года — Великий герцог Бадена) | 1806 г.            | [ 7 ] [ 8 ] [ 9 ] |
| 2 |         | Людвиг Вильгельм Август нем. Ludwig Wilhelm August von Baden 1763—1830     | принц Баденский (с 1818 года — Великий герцог Бадена)           | 1806 г.            | [ 7 ] [ 8 ] [ 9 ] |
| 3 |         | Леопольд нем. Leopold von Baden 1790—1852                                  | Великий герцог Бадена                                           | 9 мая 1830 г.      | [ 7 ]             |
| 4 |         | Фридрих Вильгельм Людвиг нем. Friedrich Wilhelm Ludwig von Baden 1826—1907 | принц Баденский (с 1858 года — Великий герцог Бадена)           | 3 сентября 1846 г. | [ 7 ]             |
| 5 |         | Людвиг Вильгельм Август нем. Ludwig Wilhelm August von Baden 1829—1897     | принц Баденский                                                 | 28 июня 1860 г.    | [ 7 ]             |

### Вестфалия
В 1807 году решением Наполеона I на северо-германских землях было создано королевство Вестфалия, на престол коего был возведён младший брат Наполеона Жером. После поражения Наполеона в Битве народов король Жером бежал во Францию, а земли упразднённого королевства по решению Венского конгресса были поделены между Пруссией, Ганновером и Гессен-Касселем.
| № | Портрет | Имя / годы жизни                                                            | Титул / звание / должность на момент пожалования ордена        | Дата пожалования | Прим.               |
| - | ------- | --------------------------------------------------------------------------- | -------------------------------------------------------------- | ---------------- | ------------------- |
|   |         |                                                                             |                                                                |                  |                     |
| 1 |         | Ганс фон Бюлов нем. Ludwig Friedrich Victor Hans von Bülow 1774—1825        | граф, министр финансов                                         | 1808/1809 г.     | [ 8 ] [ 10 ] [ 11 ] |
| 2 |         | Вильгельм Фридрих фон Бухольц нем. Wilhelm Friedrich von Bocholtz 1768—1837 | граф, государственный советник, коронный обер-церемониймейстер | 1808/1809 г.     | [ 8 ] [ 10 ] [ 11 ] |

### Вюртемберг
При содействии Наполеона I в 1803 году Вюртембергское герцогство получило права курфюршества, а в 1806 году было провозглашено королевством, правитель которого, Фридрих, до самой Лейпцигской битвы являлся союзником Наполеона. С 1815 года королевство входило в Германский союз, а в 1871 году вошло в Германскую империю. С 1952 года является частью федеральной земли Баден-Вюртемберг в составе ФРГ.
| №  | Портрет | Имя / годы жизни                                                                             | Титул / звание / должность на момент пожалования ордена           | Дата пожалования   | Прим.               |
| -- | ------- | -------------------------------------------------------------------------------------------- | ----------------------------------------------------------------- | ------------------ | ------------------- |
|    |         |                                                                                              |                                                                   |                    |                     |
| 1  |         | Фридрих I нем. Friedrich I. von Württemberg 1754—1816                                        | король Вюртемберга                                                | 1805/1806 г.       | [ 4 ] [ 12 ] [ 13 ] |
| 2  |         | Фридрих Вильгельм Карл нем. Friedrich Wilhelm Carl von Württemberg 1781—1864                 | наследный принц Вюртембергский (с 1816 года — король Вюртемберга) | 1805/1806 г.       | [ 4 ] [ 12 ] [ 13 ] |
| 3  |         | Павел Карл Фридрих Август нем. Paul Karl Heinrich Friedrich August von Württemberg 1785—1852 | принц Вюртембергский                                              | 1805/1806 г.       | [ 4 ] [ 12 ] [ 13 ] |
| 4  |         | Евгений Фридрих Генрих нем. Eugen Friedrich Heinrich von Württemberg 1758—1822               | принц Вюртембергский                                              | 1805/1806 г.       | [ 4 ] [ 12 ] [ 13 ] |
| 5  |         | Вильгельм Фридрих Филипп нем. Wilhelm Friedrich Philipp von Württemberg 1761—1830            | принц Вюртембергский                                              | 1805/1806 г.       | [ 4 ] [ 12 ] [ 13 ] |
| 6  |         | Георг Эрнст Левин фон Винцингероде нем. Georg Ernst Levin von Wintzingerode 1752—1834        | граф, статс-министр, председатель Кабинета министров              | 1806/1807 г.       | [ 12 ] [ 14 ]       |
| 7  |         | Иосиф Игнац фон Беролдинген нем. Joseph Ignaz von Beroldingen 1780—1868                      | граф, статс-секретарь по иностранным делам                        | 20 января 1828 г.  | [ 12 ]              |
| 8  |         | Фридрих Вильгельм Александр нем. Friedrich Wilhelm Alexander von Württemberg 1804—1881       | герцог Вюртембергский                                             | 17 октября 1837 г. | [ 12 ]              |
| 9  |         | Карл Евгений фон Хюгель нем. Karl Eugen von Hügel 1805—1870                                  | барон, статс-секретарь по иностранным делам                       | 1858 г.            | [ 12 ]              |
| 10 |         | Карл I нем. Karl I. von Württemberg 1823—1891                                                | король Вюртемберга                                                | июль 1867 г.       | [ 15 ]              |

### Вюрцбург
Курфюршество Вюрцбург было создано в 1805 году на землях бывшего архиепископства. Престол его занял изгнанный в 1803 году Наполеоном из Тосканы Фердинанд Габсбургский, в 1803—1805 годах бывший курфюрстом Зальцбургским. Вскоре Фердинанд принял титул великого герцога. После Венского конгресса Фердинанд вернулся в восстановленное великое герцогство Тосканское, а великое герцогство Вюрцбург было упразднено и его земли присоединены к королевству Бавария.
| № | Портрет | Имя / годы жизни                                         | Титул / звание / должность на момент пожалования ордена                                                | Дата пожалования | Прим.               |
| - | ------- | -------------------------------------------------------- | --- | ---------------- | ------------------- |
|   |         |                                                          | |                  |                     |
| 1 |         | Фердинанд III нем. Ferdinand III. von Würzburg 1769—1824 | великий герцог Вюрцбургский (с 1814 года — великий герцог Тосканский), эрцгерцог Австрийский           | 1805/1806 г.     | [ 8 ] [ 10 ] [ 13 ] |
| 2 |         | Леопольд нем. Leopold von Würzburg 1797—1870             | наследный великий герцог Вюрцбургский (с 1824 года — великий герцог Тосканский), эрцгерцог Австрийский | 1808/1811 г.     | [ 8 ] [ 10 ] [ 16 ] |

### Ганновер
Решением Венского конгресса на землях бывшего Брауншвейгского курфуршества, при Наполеоне I входивших в состав Вестфальского королевства, было образовано королевство Ганновер, до 1837 года находившееся в личной унии с Великобританией. В ходе австро-прусской войны 1866 года, в которой Ганновер выступил на стороне Австрии, территория королевства была аннексирована Пруссией и превращена в прусскую провинцию, а король лишён престола.
| № | Портрет | Имя / годы жизни                                                                                | Титул / звание / должность на момент пожалования ордена | Дата пожалования   | Прим.  |
| - | ------- | ----------------------------------------------------------------------------------------------- | ------------------------------------------------------- | ------------------ | ------ |
|   |         |                                                                                                 |                                                         |                    |        |
| 1 |         | Георг V нем. Georg V. von Hannover 1819—1878                                                    | король Ганновера                                        | 28 июня 1860 г.    | [ 17 ] |
| 2 |         | Адольф Людвиг Карл фон Платен-Халлермунд нем. Adolf Ludwig Karl von Platen-Hallermund 1814—1889 | граф, статс-секретарь по иностранным делам              | 28 августа 1861 г. | [ 17 ] |

### Гессен
Ко времени распада Священной Римской Империи в её составе было два гессенских государства. Первое — преобразованное в 1803 году из ландграфства Гессен-Кассельского, курфюршество Гессен с 1806 по 1814 год входило в состав королевства Вестфалия, после чего вновь обрело независимость. Во время австро-прусской войны 1866 года курфюрст поддерживал потерпевшую поражение Австрию, и был лишен престола, а курфюршество Гессен было аннексировано Пруссией, став её провинцией.
Второе — ландграфство Гессен-Дармштадтское, в 1806 году было провозглашено великим герцогством Гессенским (с 1816 года — Гессенское и Прирейнское). В войне 1866 года также выступало на стороне Австрии, однако, в отличие от Гессен-Касселя, сумело сохранить независимость. В 1871 году вошло в состав Германской империи, а после свержения монархии в 1918 году входило в состав Веймарской республики.
С 1949 года обе гессенские территории входят в федеральную землю Гессен в составе ФРГ.
| № | Портрет | Имя / годы жизни                                                                           | Титул / звание / должность на момент пожалования ордена | Дата пожалования  | Прим.        |
| - | ------- | ------------------------------------------------------------------------------------------ | ------------------------------------------------------- | ----------------- | ------------ |
|   |         |                                                                                            |                                                         |                   |              |
| 1 |         | Людвиг I нем. Ludwig I. von Hessen-Darmstadt 1753—1830                                     | великий герцог Гессенский                               | 1810 г.           | [ 8 ] [ 18 ] |
| 2 |         | Людвиг II нем. Ludwig II. von Hessen und bei Rhein 1777—1848                               | великий герцог Гессенский и Прирейнский                 | 1830 г.           | [ 18 ]       |
| 3 |         | Фридрих Вильгельм нем. Friedrich Wilhelm I. von Hessen-Kassel 1802—1875                    | курпринц Гессенский (с 1847 — курфюрст Гессенский)      | 6 июля 1831 г.    | [ 18 ]       |
| 4 |         | Фридрих Август Карл нем. Friedrich von Hessen und bei Rhein 1788—1867                      | принц Гессенский и Прирейнский                          | 2 февраля 1853 г. | [ 18 ]       |
| 5 |         | Эмиль Максимилиан Леопольд нем. Emil Maximilian Leopold von Hessen und bei Rhein 1790—1856 | принц Гессенский и Прирейнский                          | 15 июня 1853 г.   | [ 18 ]       |
| 6 |         | Людвиг III нем. Ludwig III. von Hessen und bei Rhein 1806—1877                             | великий герцог Гессенский и Прирейнский                 | 1876 г.           | [ 18 ]       |

### Нассау
В 1806 году путём объединения раздробленных земель Нассауского княжеского дома было образовано герцогство Нассау. Во время войны 1866 года разделило судьбу Гессен-Касселя и было аннексировано Пруссией, войдя в состав её провинции Гессен-Нассау.
| № | Портрет | Имя / годы жизни                                                       | Титул / звание / должность на момент пожалования ордена | Дата пожалования | Прим.               |
| - | ------- | ---------------------------------------------------------------------- | ------------------------------------------------------- | ---------------- | ------------------- |
|   |         |                                                                        |                                                         |                  |                     |
| 1 |         | Фридрих Вильгельм нем. Friedrich Wilhelm von Nassau-Weilburg 1768—1816 | князь Нассау-Вейльбургский                              | март 1810 г.     | [ 8 ] [ 18 ] [ 19 ] |

### Пруссия
Королевство Пруссия в начале XIX века находилось в нейтральном состоянии по отношению к Наполеону I. Стремясь закрепить это положение, Наполеон сделал прусского короля первым среди иностранцев кавалером Большого орла ордена Почётного легиона. Тем не менее уже через год Пруссия присоединилась к антифранцузской коалиции. После окончания наполеоновских войн Пруссия стремилась упрочить своё доминирующее положение в германском мире, что было окончательно закреплено победой над Австрией и её союзниками в войне 1866 года. В 1871 году под гегемонией Пруссии была образована Германская империя, объединившая большинство германских земель.
| №  | Портрет | Имя / годы жизни                                                                             | Титул / звание / должность на момент пожалования ордена               | Дата пожалования   | Прим.                |
| -- | ------- | -------------------------------------------------------------------------------------------- | --------------------------------------------------------------------- | ------------------ | -------------------- |
|    |         |                                                                                              |                                                                       |                    |                      |
| 1  |         | Фридрих Вильгельм III нем. Friedrich Wilhelm III. von Preußen 1770—1840                      | король Пруссии                                                        | 23 марта 1805 г.   | [ 21 ] [ 22 ] [ 23 ] |
| 2  |         | Август Фердинанд нем. August Ferdinand von Preußen 1730—1813                                 | принц Прусский                                                        | 23 марта 1805 г.   | [ 21 ] [ 22 ] [ 23 ] |
| 3  |         | Карл Вильгельм Фердинанд нем. Karl Wilhelm Ferdinand von Braunschweig-Wolfenbüttel 1735—1806 | герцог Брауншвейг-Вольфенбюттельский, генерал-фельдмаршал             | 23 марта 1805 г.   | [ 13 ] [ 21 ]        |
| 4  |         | Вихард Иоахим Генрих фон Мёллендорф нем. Wichard Joachim Heinrich von Möllendorff 1724—1816  | граф, генерал-фельдмаршал                                             | 23 марта 1805 г.   | [ 13 ] [ 21 ] [ 22 ] |
| 5  |         | Карл Август фон Гарденберг нем. Karl August von Hardenberg 1750—1822                         | барон, статс-секретарь по иностранным делам                           | 23 марта 1805 г.   | [ 13 ] [ 21 ] [ 22 ] |
| 6  |         | Фридрих Вильгельм фон дер Шуленбург нем. Friedrich Wilhelm von der Schulenburg 1742—1815     | граф, генерал от кавалерии, член Тайного государственного совета      | 23 марта 1805 г.   | [ 13 ] [ 21 ] [ 22 ] |
| 7  |         | Кристиан фон Хаугвиц нем. Christian August Heinrich Curt von Haugwitz 1752—1832              | граф, бывший кабинет-министр                                          | 23 марта 1805 г.   | [ 13 ] [ 21 ] [ 22 ] |
| 8  |         | Фридрих Вильгельм фон Бюлов нем. Friedrich Wilhelm von Bülow 1755—1816                       | граф Денневицский, генерал от инфантерии                              | 15 февраля 1815 г. | [ 21 ]               |
| 9  |         | Кристиан Гюнтер Бернсторф нем. Christian Günther von Bernstorff 1769—1835                    | граф, статс-секретарь по иностранным делам                            | 1819 г.            | [ 21 ]               |
| 10 |         | Карл Генрих Людвиг фон Борстель нем. Karl Leopold Heinrich Ludwig von Borstell 1773—1844     | барон, генерал от кавалерии, командир 8-го армейского корпуса         | 1829 г.            | [ 21 ]               |
| 11 |         | Иоганн Петер Фридрих Ансильон нем. Johann Peter Friedrich Ancillon 1767—1837                 | статс-секретарь по иностранным делам                                  | 30 апреля 1836 г.  | [ 21 ]               |
| 12 |         | Генрих Вильгельм фон Вертер нем. Heinrich Wilhelm von Werther 1772—1859                      | барон, посол Пруссии во Франции                                       | 30 мая 1837 г.     | [ 24 ]               |
| 13 |         | Отто Теодор фон Мантейфель нем. Otto Theodor von Manteuffel 1805—1882                        | барон, министр-президент, статс-секретарь по иностранным делам        | 16 апреля 1856 г.  | [ 24 ]               |
| 14 |         | Фридрих Вильгельм IV нем. Friedrich Wilhelm IV. von Preußen 1795—1861                        | король Пруссии                                                        | 15 ноября 1856 г.  | [ 24 ]               |
| 15 |         | Фридрих Вильгельм Николай Карл нем. Friedrich Wilhelm Nikolaus Karl von Preußen 1831—1888    | принц Прусский (с 1888 года — король Пруссии, император Германии)     | 11 декабря 1856 г. | [ 24 ]               |
| 16 |         | Вильгельм Фридрих Людвиг нем. Wilhelm Friedrich Ludwig von Preußen 1797—1888                 | наследный принц Прусский (с 1861 года — король Пруссии)               | 14 мая 1857 г.     | [ 24 ]               |
| 17 |         | Александр фон Гумбольдт нем. Friedrich Wilhelm Heinrich Alexander von Humboldt 1769—1859     | барон, академик, учёный-физик                                         | 10 июня 1857 г.    | [ 24 ]               |
| 18 |         | Фридрих Генрих Альбрехт нем. Friedrich Heinrich Albrecht von Preußen 1809—1872               | принц Прусский                                                        | 28 февраля 1858 г. | [ 24 ]               |
| 19 |         | Леопольд нем. Leopold von Hohenzollern-Sigmaringen 1835—1905                                 | принц Гогенцоллерн-Зигмаринген                                        | 28 июня 1860 г.    | [ 24 ]               |
| 20 |         | Густав фон Бонин нем. Gustav von Bonin 1797—1878                                             | министр финансов                                                      | 8 октября 1861 г.  | [ 24 ]               |
| 21 |         | Александр фон Шлейниц нем. Alexander Gustav Adolf von Schleinitz 1807—1885                   | барон, статс-секретарь по иностранным делам                           | 12 ноября 1861 г.  | [ 24 ]               |
| 22 |         | Альбрехт фон Бернсторф нем. Albrecht von Bernstorff 1809—1873                                | граф, статс-секретарь по иностранным делам                            | 16 августа 1862 г. | [ 25 ]               |
| 23 |         | Август фон дер Гейдт нем. August von der Heydt 1801—1874                                     | барон, министр финансов                                               | 16 августа 1862 г. | [ 25 ]               |
| 24 |         | Альбрехт фон Роон нем. Albrecht Theodor Emil von Roon 1803—1879                              | военный и морской министр, генерал-лейтенант                          | 9 сентября 1864 г. | [ 25 ]               |
| 25 |         | Отто фон Бисмарк нем. Otto Eduard Leopold von Bismarck-Schönhausen 1815—1897                 | министр-президент, статс-секретарь по иностранным делам               | 28 апреля 1865 г.  | [ 25 ]               |
| 26 |         | Роберт фон дер Гольц нем. Robert von der Goltz 1817—1869                                     | граф, чрезвычайный посол Пруссии во Франции                           | 15 июня 1867 г.    | [ 25 ]               |
| 27 |         | Герман Эрдман Константин фон Пюклер нем. Hermann Erdmann Constantin von Pückler 1797—1892    | граф, обер-гофмаршал, обер-шталмейстер, интендант королевского дворца | 15 июня 1867 г.    | [ 25 ]               |
| 28 |         | Хельмут Карл Бернхард фон Мольтке нем. Helmuth Karl Bernhard von Moltke 1800—1891            | генерал, начальник Генерального штаба                                 | 15 июня 1867 г.    | [ 25 ]               |
| 29 |         | Фридрих Карл Александр нем. Friedrich Carl Alexander von Preußen 1801—1883                   | принц Прусский, генерал-фельдцейхмейстер                              | 3 августа 1867 г.  | [ 25 ]               |

### Саксония и саксонские герцогства
Саксонские (тюрингские) земли в начале XIX века были раздроблены между представителями двух линий дома Веттинов: Альбертинской и Эрнестинской.
Представители Альбертинской линии правили в образованном в 1806 году из курфюршества королевстве Саксония, до Битвы народов бывшим верным союзником Наполеона I. В 1871 году королевство Саксония вошло в состав Германской империи, а после падения монархии в 1918 году — в состав Веймарской республики в качестве «свободного государства».
Представители Эрнестинской линии правили несколькими мелкими герцогствами, в ходе XIX века подвергавшихся многочисленным территориальным преобразованиям, а в 1871 году вошедших в состав Германской империи. После 1918 года герцогства были упразднены, а их земли объединены в одну землю Тюрингия (кроме Саксен-Кобурга, отошедшего к Баварии) в составе Веймарской республики.
После Второй мировой войны обе земли оказались в составе Германской Демократической Республики, а в 1990 году вошли в состав ФРГ.
| №  | Портрет | Имя / годы жизни                                                                                            | Титул / звание / должность на момент пожалования ордена                                               | Дата пожалования   | Прим.               |
| -- | ------- | --- | --- | ------------------ | ------------------- |
|    |         | | |                    |                     |
| 1  |         | Фридрих Август I нем. Friedrich August I. von Sachsen 1750—1827                                             | король Саксонии                                                                                       | 1807/1808 г.       | [ 4 ] [ 26 ] [ 27 ] |
| 2  |         | Антон Клемент нем. Anton Clemens von Sachsen 1755—1836                                                      | принц Саксонский (с 1827 года — король Саксонии)                                                      | 1807/1808 г.       | [ 8 ] [ 26 ] [ 27 ] |
| 3  |         | Максимилиан Мария нем. Maximilian Maria von Sachsen 1759—1838                                               | принц Саксонский                                                                                      | 1807/1808 г.       | [ 8 ] [ 26 ] [ 27 ] |
| 4  |         | Карл фон Бозе нем. Friedrich Wilhelm August Carl von Bose 1753—1809                                         | граф, кабинет-министр, обер-гофмаршал Саксонского двора                                               | 1807/1808 г.       | [ 26 ] [ 27 ]       |
| 5  |         | Камилло Марколини нем. Camillo Marcolini-Ferretti 1739—1814                                                 | граф, обер-шталмейстер Саксонского двора                                                              | 1807/1808 г.       | [ 8 ] [ 26 ] [ 27 ] |
| 6  |         | Людвиг Зенффт фон Пилзах нем. Friedrich Christian Ludwig Senfft von Pilsach 1774—1853                       | граф, статс-секретарь по иностранным делам Саксонии                                                   | 1812/1814 г.       | [ 8 ] [ 26 ] [ 28 ] |
| 7  |         | Детлев фон Эйнзидель нем. Detlev von Einsiedel 1773—1861                                                    | граф, кабинет-министр, статс-секретарь Саксонии                                                       | 5 декабря 1828 г.  | [ 26 ]              |
| 8  |         | Эмиль фон Юхтриц нем. Emil von Üchtritz (Uechtritz) 1783—1841                                               | барон, обер-камергер Саксонского двора                                                                | 5 декабря 1828 г.  | [ 26 ] [ i 2 ]      |
| 9  |         | Эрнст I нем. Ernst I. von Sachsen-Coburg und Gotha 1784—1844                                                | герцог Саксен-Кобург-Готский                                                                          | 23 апреля 1840 г.  | [ 26 ]              |
| 10 |         | Фердинанд Георг Август нем. Ferdinand Georg August von Sachsen-Coburg und Gotha 1785—1851                   | принц Саксен-Кобург-Готский, герцог Саксонский                                                        | 23 апреля 1840 г.  | [ 29 ]              |
| 11 |         | Карл Бернгард нем. Karl Bernhard von Sachsen-Weimar-Eisenach 1792—1862                                      | герцог Саксен-Веймар-Эйзенахский                                                                      | 20 июня 1842 г.    | [ 29 ]              |
| 12 |         | Август Людвиг Виктор нем. August Ludwig Viktor von Sachsen-Coburg und Gotha 1818—1881                       | принц Саксен-Кобург-Готский, герцог Саксонский                                                        | 19 апреля 1843 г.  | [ 29 ]              |
| 13 |         | Эрнст Август Карл нем. Ernst August Karl von Sachsen-Coburg und Gotha 1818—1893                             | наследный принц Саксен-Кобург-Готский, герцог Саксонский (с 1844 года — герцог Саксен-Кобург-Готский) | 2 мая 1843 г.      | [ 29 ]              |
| 14 |         | Альберт Франц Август Эммануил нем. Albert Franz August Karl Emmanuel von Sachsen-Coburg und Gotha 1819—1861 | принц Саксен-Кобург-Готский, принц-консорт Великобританский                                           | 5 сентября 1843 г. | [ 29 ]              |
| 15 |         | Иоганн нем. Johann von Sachsen 1801—1873                                                                    | король Саксонии                                                                                       | 25 декабря 1856 г. | [ 29 ]              |
| 16 |         | Карл Александр нем. Karl Alexander August Johann von Sachsen-Weimar-Eisenach 1818—1901                      | великий герцог Саксен-Веймар-Эйзенахский                                                              | 10 октября 1860 г. | [ 29 ]              |
| 17 |         | Фридрих Август Альберт нем. Friedrich August Albert von Sachsen 1828—1902                                   | наследный принц Саксонский (с 1873 года — король Саксонии)                                            | 3 августа 1867 г.  | [ 29 ]              |
| 18 |         | Вильгельм Август Эдуард нем. Wilhelm August Eduard von Sachsen-Weimar-Eisenach 1823—1902                    | принц Саксен-Веймар-Эйзенахский                                                                       | 1876 г.            | [ 30 ]              |

## Германская империя
Германская империя была провозглашена в 1871 году по итогам франко-прусской войны и объединила практически все германские земли. После революции 1918 года монархия была упразднена и образована республика.
| № | Портрет | Имя / годы жизни                                                                                   | Титул / звание / должность на момент пожалования ордена                   | Дата пожалования   | Прим.  |
| - | ------- | -------------------------------------------------------------------------------------------------- | ------------------------------------------------------------------------- | ------------------ | ------ |
|   |         | |                                                                           |                    |        |
| 1 |         | Бернгард Эрнст фон Бюлов нем. Bernhard Ernst von Bülow 1815—1879                                   | статс-секретарь по иностранным делам                                      | 18 июля 1878 г.    | [ 30 ] |
| 2 |         | Хлодвиг цу Гогенлоэ-Шиллингсфюрст нем. Chlodwig Carl Viktor zu Hohenlohe-Schillingsfürst 1819—1901 | князь, посол Германии во Франции                                          | 18 июля 1878 г.    | [ 30 ] |
| 3 |         | Густав Герман фон Альвенслебен нем. Gustav Hermann von Alvensleben 1827—1905                       | генерал от кавалерии, командир 13-го (Вюртембергского) армейского корпуса | 4 июля 1888 г.     | [ 30 ] |
| 4 |         | Георг Герберт цу Мюнстер нем. Georg Herbert zu Münster 1820—1902                                   | граф, посол Германии во Франции                                           | 12 января 1898 г.  | [ 30 ] |
| 5 |         | Вильгельм фон Шён нем. Wilhelm Eduard von Schoen 1851—1933                                         | барон, статс-секретарь по иностранным делам                               | 26 февраля 1909 г. | [ 30 ] |
| 6 |         | Хуго Лещиц фон Радолин 1841—1917                                                                   | князь, посол Германии во Франции                                          | 27 февраля 1909 г. | [ 30 ] |

## Федеративная Республика Германия
Федеративная Республика Германия была образована в 1949 году из территорий американской, британской и французской зон оккупации Германии. В 1990 году в состав ФРГ была включена Германская Демократическая Республика.
| №  | Портрет | Имя / годы жизни                                                          | Титул / звание / должность на момент пожалования ордена | Дата пожалования    | Прим.           |
| -- | ------- | ------------------------------------------------------------------------- | ------------------------------------------------------- | ------------------- | --------------- |
|    |         |                                                                           |                                                         |                     |                 |
| 1  |         | Фольрат фон Мальтцан нем. Vollrath von Maltzan 1899—1967                  | барон, посол ФРГ во Франции                             | 27 сентября 1958 г. | [ 30 ]          |
| 2  |         | Генрих Любке нем. Karl Heinrich Lübke 1894—1972                           | федеральный президент                                   | 19 июня 1961 г.     | [ 30 ]          |
| 3  |         | Генрих фон Брентано нем. Heinrich von Brentano 1904—1964                  | министр иностранных дел                                 | 19 июня 1961 г.     | [ 30 ]          |
| 4  |         | Конрад Аденауэр нем. Konrad Hermann Joseph Adenauer 1876—1967             | федеральный канцлер                                     | 2 июля 1962 г.      | [ 31 ]          |
| 5  |         | Манфред Отто Клайбер нем. Manfred Otto Klaiber 1903—1981                  | посол ФРГ во Франции                                    | 21 июня 1968 г.     | [ 31 ]          |
| 6  |         | Вилли Брандт нем. Willy Brandt 1913—1992                                  | федеральный канцлер                                     | 9 февраля 1973 г.   | [ 31 ]          |
| 7  |         | Вальтер Шеель нем. Walter Scheel 1919—2016                                | федеральный президент                                   | 27 мая 1975 г.      | [ 31 ]          |
| 8  |         | Карл Карстенс нем. Karl Walter Claus Carstens 1914—1992                   | федеральный президент                                   | 24 октября 1980 г.  | [ 31 ]          |
| 9  |         | Рихард фон Вайцзеккер нем. Richard Karl Freiherr von Weizsäcker 1920—2015 | федеральный президент                                   | 13 февраля 1985 г.  | [ 31 ]          |
| 10 |         | Ганс-Дитрих Геншер нем. Hans-Dietrich Genscher 1927—2016                  | министр иностранных дел                                 | 10 декабря 1985 г.  | [ 31 ]          |
| 11 |         | Гельмут Коль нем. Helmut Josef Michael Kohl 1930—2017                     | федеральный канцлер                                     | 24 января 1986 г.   | [ 31 ]          |
| 12 |         | Роман Херцог нем. Roman Herzog 1934—2017                                  | федеральный президент                                   | 9 декабря 1996 г.   | [ 31 ]          |
| 13 |         | Йоханнес Рау нем. Johannes Rau 1931—2006                                  | федеральный президент                                   | 2 октября 2000 г.   | [ 31 ]          |
| 14 |         | Герхард Шрёдер нем. Gerhard Schröder род. 1944                            | федеральный канцлер                                     | 2 октября 2000 г.   | [ 31 ]          |
| 15 |         | Отто фон Габсбург нем. Franz Joseph Otto von Österreich 1912—2011         | эрцгерцог Австрийский                                   | 31 октября 2008 г.  | [ 32 ] [ K 1 ]  |
| 16 |         | Ангела Меркель нем. Angela Merkel род. 1954                               | федеральный канцлер                                     | 3 ноября 2021 г.    | [ i 3 ] [ i 4 ] |

## Комментарии
1. ↑  Эрцгерцог Отто фон Габсбург являлся натурализованным гражданином Германии (ФРГ), поэтому включён в данный список.